# ピレモンとバウキスのいる風景
『ピレモンとバウキスのいる風景』（ピレモンとバウキスのいるふうけい、独: Gewitterlandschaft mit Jupiter, Merkur, Philemon und Baucis、英: Landscape with Philemon and Baucis）は、フランドルのバロック期の巨匠ピーテル・パウル・ルーベンスがオーク板上に油彩で描いた絵画である。作品はルーベンスの死後の1640年の財産目録にあったもので、1659年にレオポルト・ヴィルヘルム・フォン・エスターライヒのコレクションに入り、現在、ウィーンの美術史美術館に所蔵されている。制作年代については画家の最初期から晩年にいたるあらゆる時期が提起されてきたが、現在、美術史美術館では1625年頃としている。

## 作品

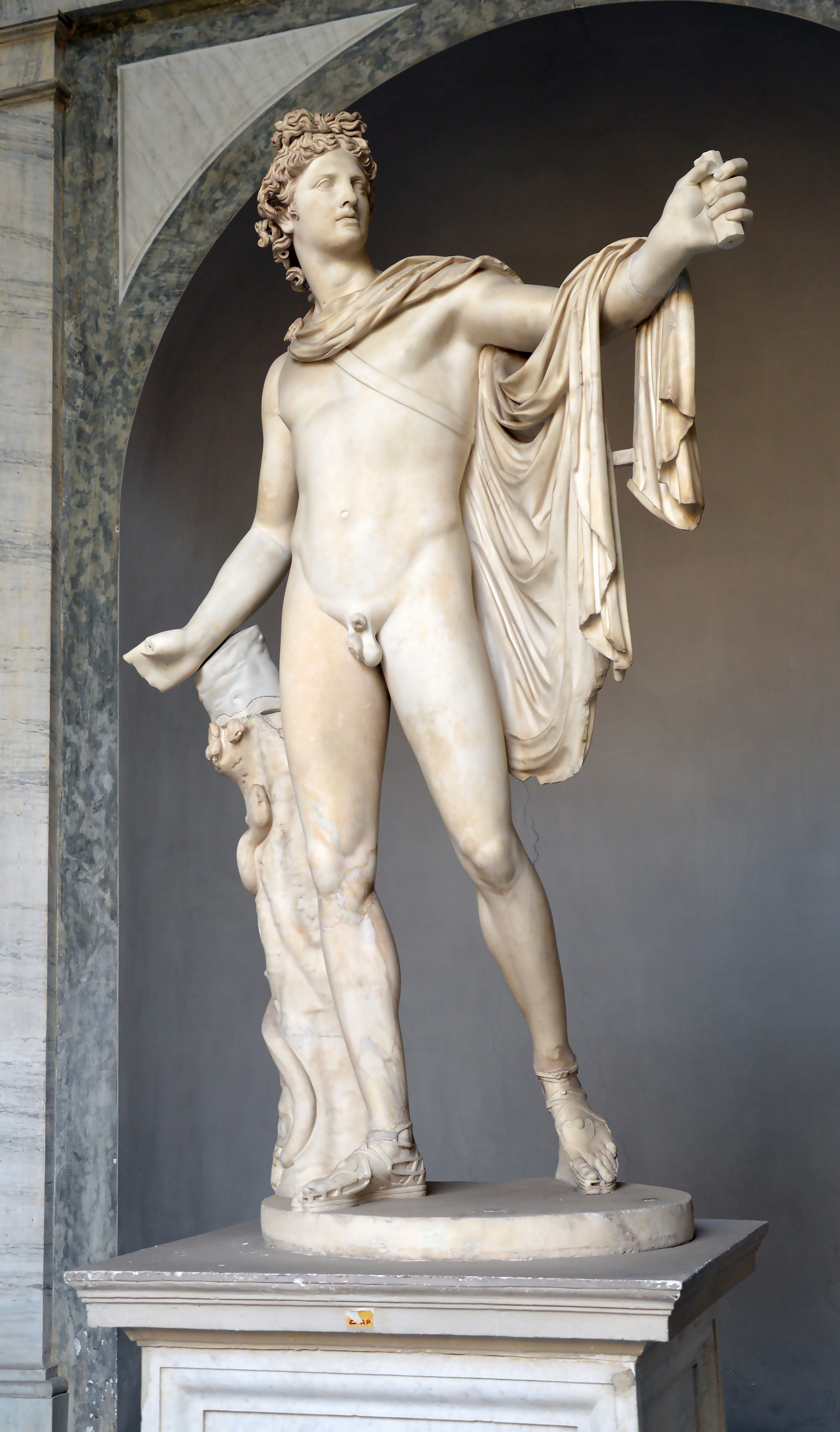
『ベルヴェデーレのアポロン』 (2世紀)、ヴァチカン美術館、ローマ

作品の主題は、オウィディウスの『変身物語』にあるバウキスとピレモンにまつわる出来事である。ユーピテルとメルクリウスが旅人の姿に変装してフリュギアを訪れた時、人々はたいそう冷たかった。そこで、神々は親切にもてなしてくれた貧しい夫婦ピレモン (夫) とバウキス (妻) の2人のみを山に避難させた後、大洪水を起こして罰としてフリュギアの人々を滅ぼした。
当初、ルーベンスは縦100センチ、横154センチの画面に嵐の風景を描き始めたが、制作途中で上下左右に板を繋いでピレモンとバウキスの主題を導入した。ピレモンとバウキスが神々をもてなす場面は16世紀以降しばしば描かれたが、洪水の場面は本作で初めて描かれた。本作の真の主題は自然の破壊力そのものである。人間存在を圧倒する自然の力がドラマ化された風景 (重く垂れこめた空から湧き上がる雲、洪水の流れ、溺れる者、すでに溺れた者) を通して表現されている。画面の右端に、左からバウキス、ピレモン、メルクリウス、ユーピテルが描かれている。ユーピテルの姿は古代彫刻『ベルヴェデーレのアポロン』 (ヴァチカン美術館、ローマ) にもとづいている。